# Štimlje
Štimlje (serb.-cyrylica Штимље, alb. Shtime) – miasto w środkowym Kosowie; w regionie Prisztina; 10 tys. mieszkańców (2006). Burmistrzem miasta jest Fatmir Rashiti.